# منتخب الجمباز الأمريكي
منتخب الجمباز الأمريكي هو ممثل الولايات المتحدة الرسمي في رياضة الجمباز للرجال وللسيدات، يشارك المنتخب بنهائيات العالم للجمباز وأيضاً بالأولمبياد الصيفية.

## أولمبياد 2008
تم اختيار اثنان من أعضاء فريق الجمباز للرجال في الولايات المتحدة، بول هام وجوناثان هورتن، في ختام التجارب الأولمبية.
حصل منتخب الجمباز الأمريكي للسيدات على المركز الثاني بالفرق والميدالية الفضية. و أيضا بالمركز الأول لمنافسات الفردي. اختيرت اثنان من أعضاء فريق الجمباز للسيدات الولايات المتحدة، وشون جونسون وناستيا لوكين، في ختام دورة الألعاب الأولمبية في 22 حزيران لقائمة أحسن اللاعبات بالبطولة. و لكن لم يذكر اسم بقية أعضاء الفريق على الرغم من أنه كان متوقعاً أن يتم اختيار تشيلسي ميميل، سامانثا بيزيك واليشيا ساكرامون لقائمة الفريق. بعد تلك الأولمبياد تم إعلان قائمة المنتخب لبطولة العالم. و لكن لم يتم إعلان الفريق كاملاً حتى ختام المعسكر التدريبي في مخيم كارولي قرب هيوستن، تكساس، في 17 يوليو.

## أولمبياد 2012
ستشارك الولايات المتحدة في جميع منافسات الجمباز في الألعباب الأولمبية الصيفية في لندن سنة 2012
و من هذه المسابقات والمنافسات:

### الجمباز الفني
سيمثل الولايات المتحدة خمسة لاعبي جمباز في مسابقة الرجال الفردية وخمسة لاعبات في مسابقة السيدات الفردية بالإضافة إلى فريق واحد للرجال وفريق واحد للسيدات في مسابقة الفرق.

### الجمباز الإيقاعي
تأهلت الولايات المتحدة لاعبة واحدة للمنافسة الفردية.

### ترامبولين
ستشارك الولايات المتحدة في مسابقة الرجال والسيدات.

## أبرز اللاعبين واللاعبات
- ناستيا لوكين
- بريدجيت سلون
- اليشيا ساكرامون
- بول هام
- تشيلسي ميميل
- سامانثا بيزيك
- جوناثان هورتن
- آننا لي
- ريبيكا بروس
- كايلا روس
- مكايلا ماروني
- غابريلا دوغلاس
- جوردان ويبر